# Piramide van Sahoere
De Piramide van Sahoere is de eerste piramide die werd gebouwd in Aboesir in opdracht van farao Sahoere. De hoogte was ooit 48, maar nu slechts nog 36 meter. De zijden hebben een lengte van 78,5 m. De piramide is in het oude Egypte bekend onder de naam: De ba van Sahoere is verschenen.

## Piramide

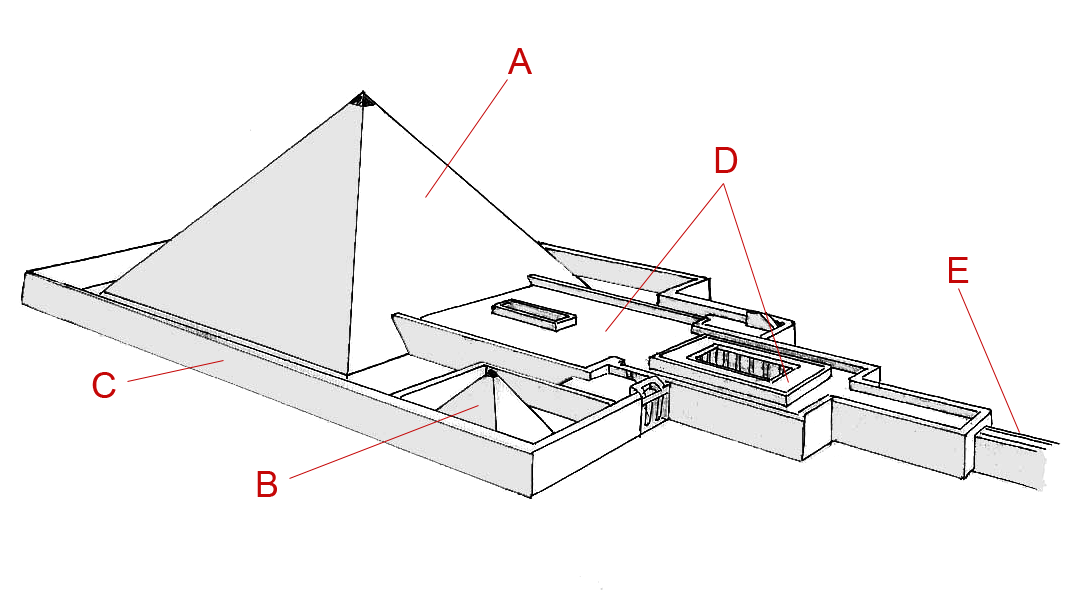
Schematische weergave van de piramide

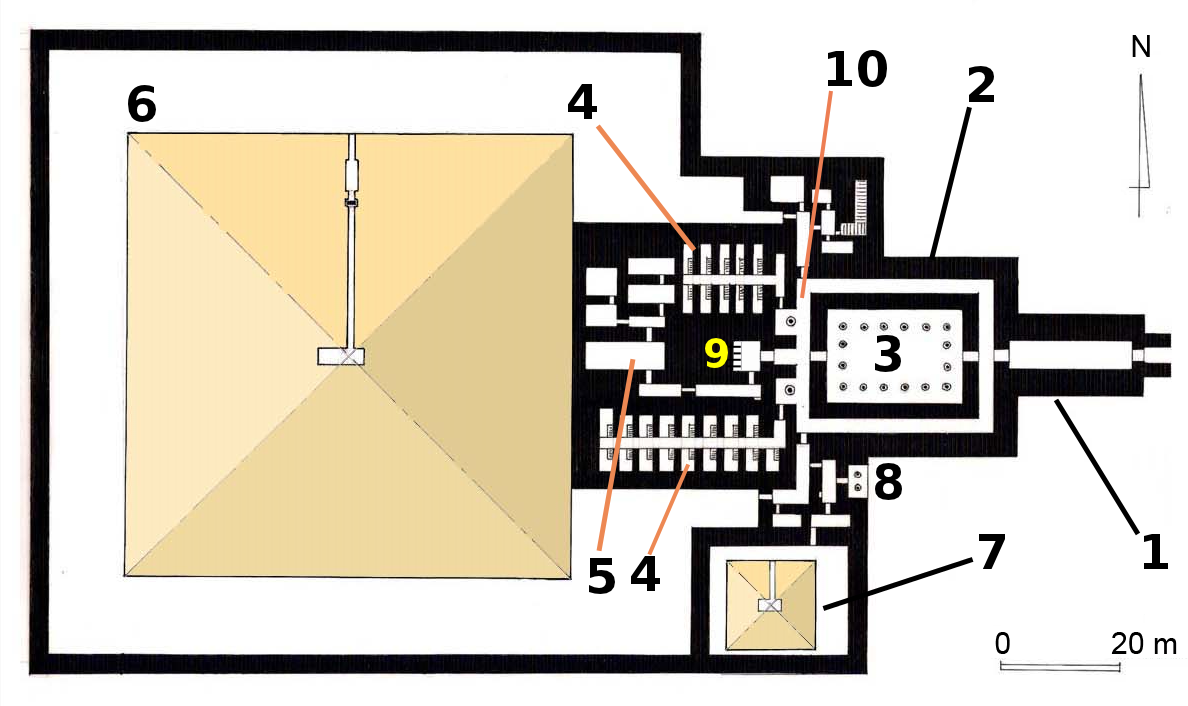
Schematische weergave

De piramide is gebouwd aan de rand van de woestijn op een kleine heuvel ongeveer 20 meter boven het niveau van de Nijlvallei. De kern van de piramide had vroeger zes lagen van kalksteen. De piramide was bedekt met grote blokken van fijn witte kalksteen uit de steengroeven vlak bij de huidige stad Maasara. De ingang komt uit in een kleine ontvangstruimte vlak bij een portcullis van paars graniet. Daarna gaat de gang omhoog en komt uit in de kamer waar de sarcofaag stond. In de ruïnes van de piramide vond men steenfragmenten, mogelijk overblijfselen van de basalten sarcofaag van de koning.

### Overige gebouwen
De ingang van de piramide is aan de noordzijde en aan de oostzijde stonden de Dodentempel en de Daltempel. De Dodentempel heeft talrijke bas-reliëfs die ook nog vandaag te zien zijn.
Naast de piramide is er ook nog de cultuspiramide, met een eigen ommuring en een kern van twee lagen. De piramide heeft een dalende gang die naar de kern van de piramide leidt.

## Galerij

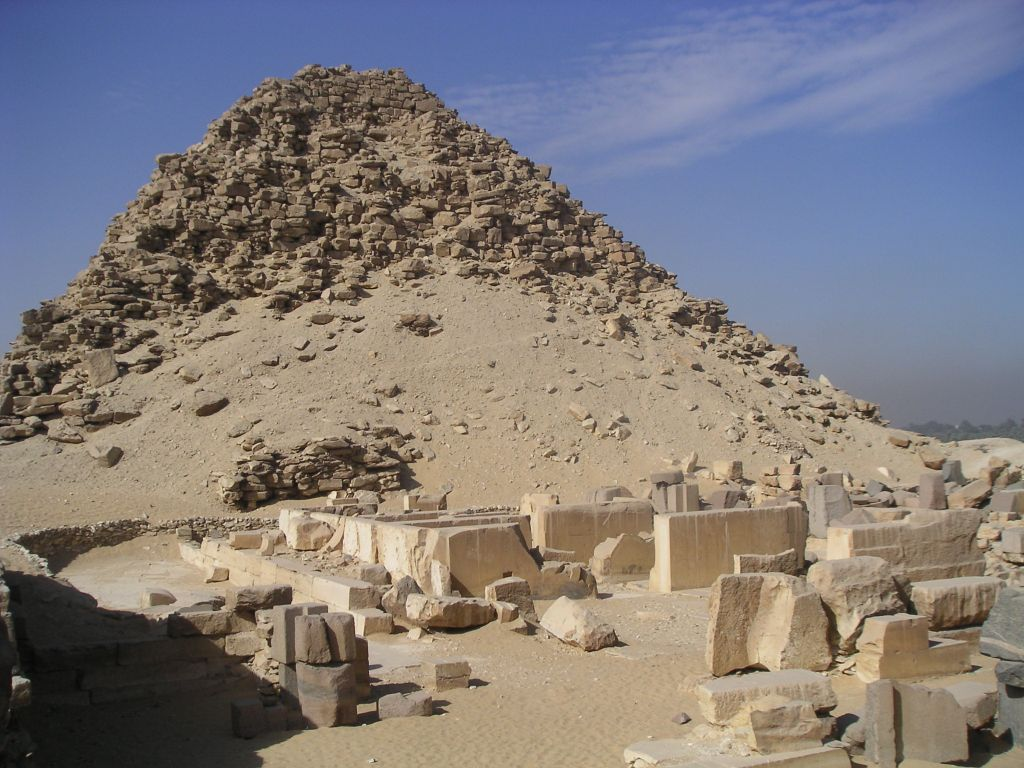
De piramide
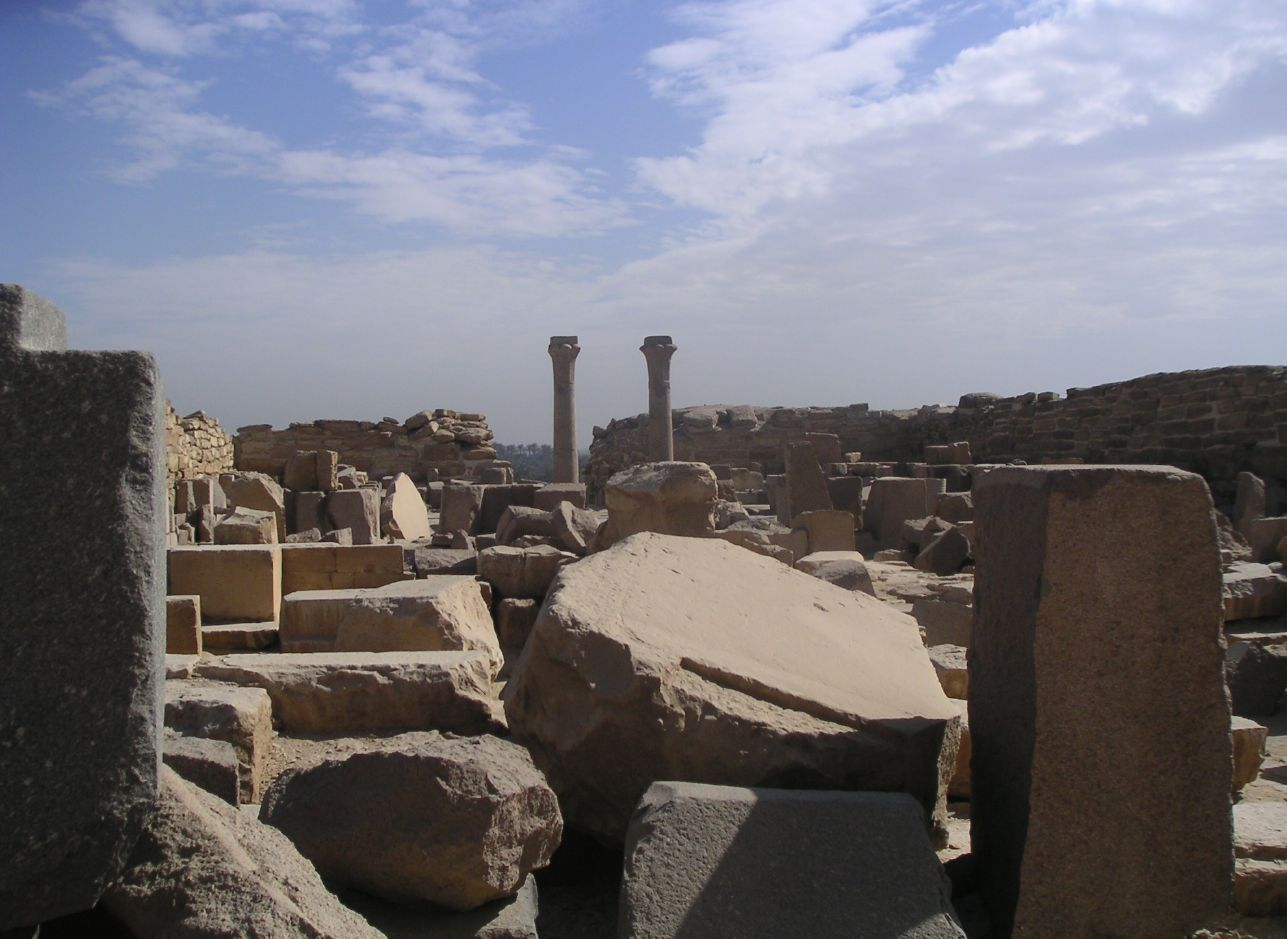
Terrein
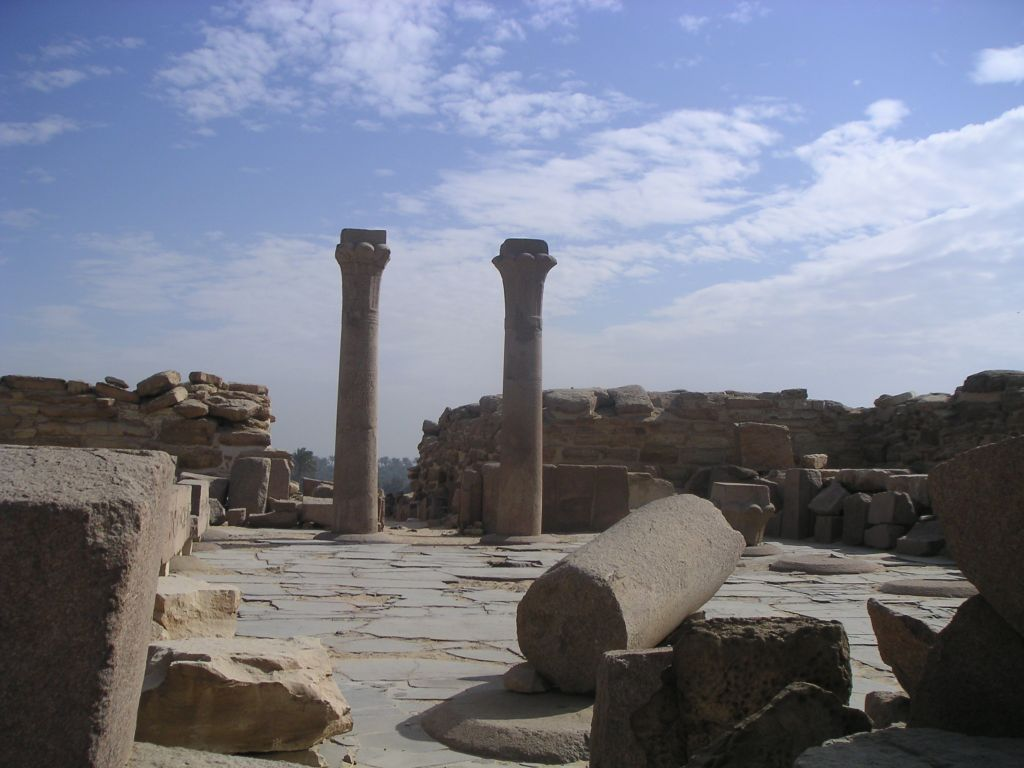
Tempel
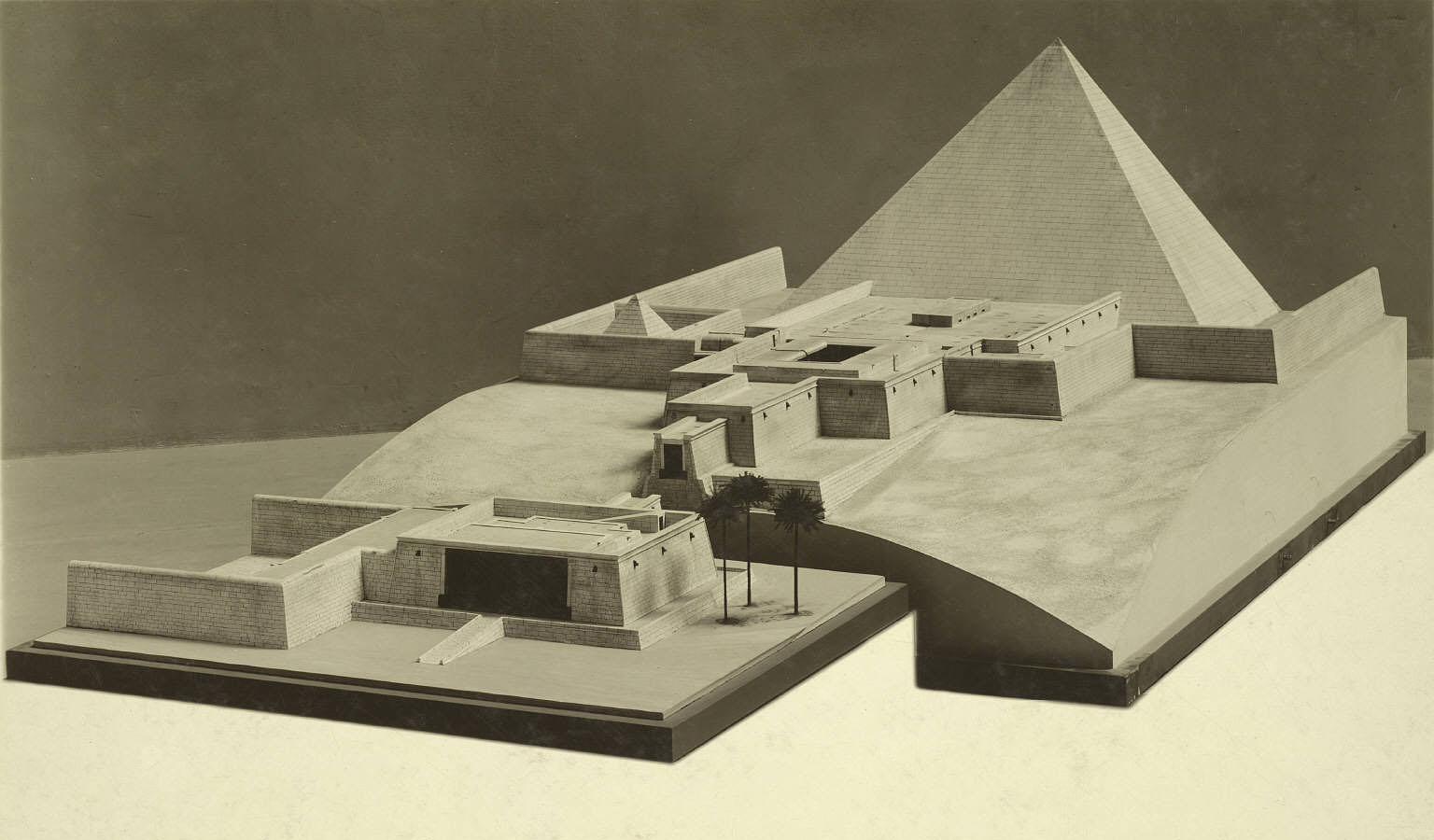
Model van het piramide complex The MET